# Schizura schausia
Schizura schausia är en fjärilsart som beskrevs av Jones 1908. Schizura schausia ingår i släktet Schizura och familjen tandspinnare. Inga underarter finns listade.